# 博布羅維奇斯科耶湖

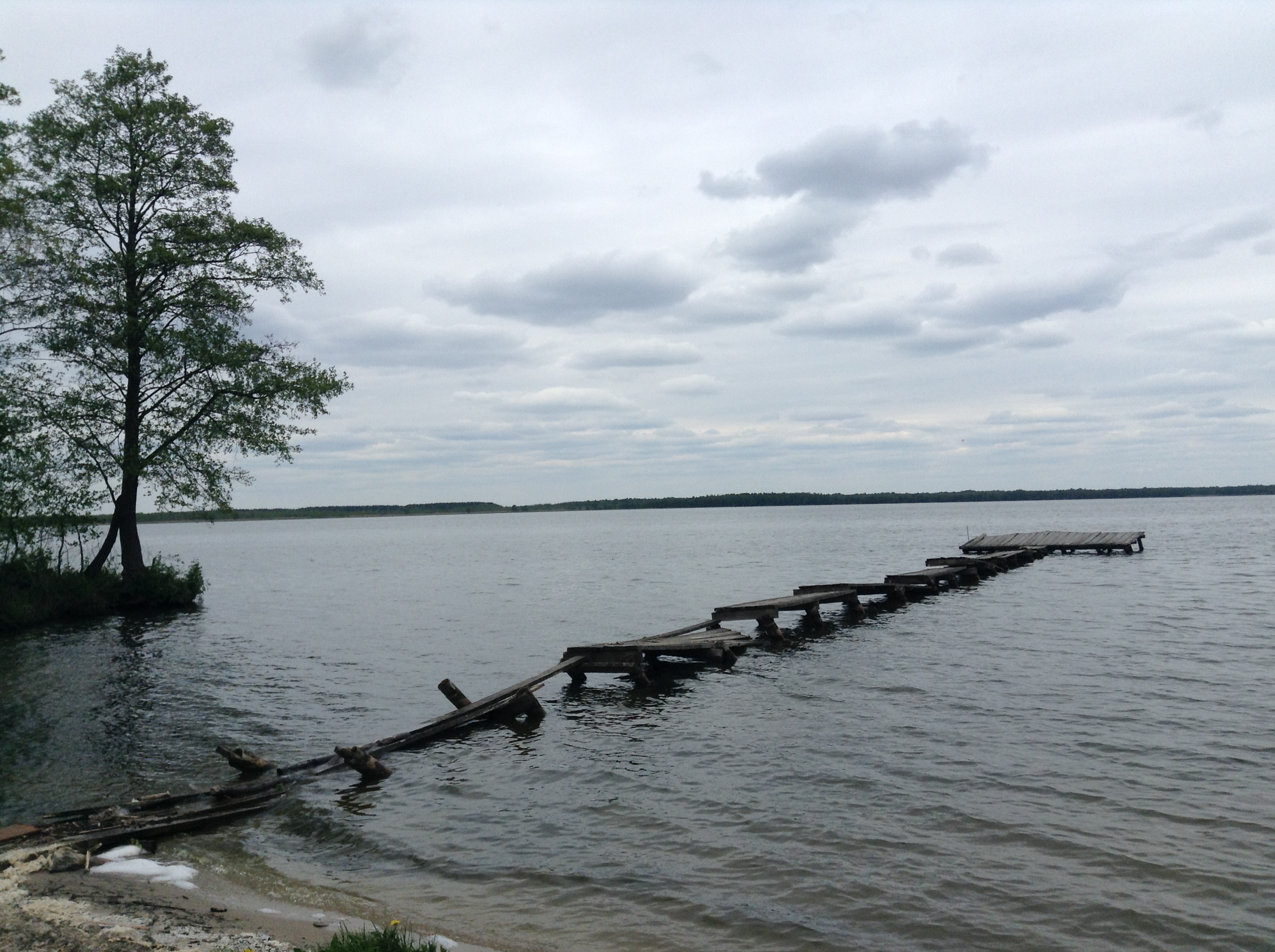
博布羅維奇斯科耶湖

博布羅維奇斯科耶湖（白俄羅斯語：Бабровіцкае）是白俄羅斯的湖泊，距離伊瓦采維奇30公里，由布列斯特州負責管轄，長4.9公里、寬3.3公里，面積9.47平方公里，集水區面積69.7平方公里，湖岸線長度約14.4公里，平均水深2.5米，最大水深8.0米。